# 甘榜格巴西站
甘榜格巴西站 是一座位於吉蘭丹華卡峇魯的小型接駁站。此站屬於馬來亞鐵道東海岸綫服務範圍。

## 服務
- 东方接驳列车道北站往华卡峇鲁站[1]